# Martin Luberda
Martin Luberda (sinh 18 tháng 12 năm 1991) là một hậu vệ bóng đá Slovakia hiện tại thi đấu cho câu lạc bộ Fortuna Liga 1. FC Tatran Prešov.

## Sự nghiệp câu lạc bộ

### 1. FC Tatran Prešov
Luberda ra mắt tại Fortuna Liga cho 1. FC Tatran Prešov trước MFK Ružomberok ngày 16 tháng 7 năm 2016.